# Temperley (Buenos Aires)
Temperley ist eine Stadt im Verwaltungsgebiet Lomas de Zamora in der Provinz Buenos Aires (Argentinien). 

## Geschichte
1854 kaufte der Industrie- und Textilkaufmann George Temperley (geboren 1823 in Newcastle upon Tyne, England) von den Marenco-Brüdern 51 Hektar zwischen den heutigen Straßen von Dorrego, Almirante Brown, Eva Perón und Lavalle und baute dort ein Landhaus.

## Söhne und Töchter
- Roberto Rodríguez (1936–2021), römisch-katholischer Geistlicher, Bischof von La Rioja
- Juan Carlos Loustau (* 1947), Fußballschiedsrichter